# Västra Bačka

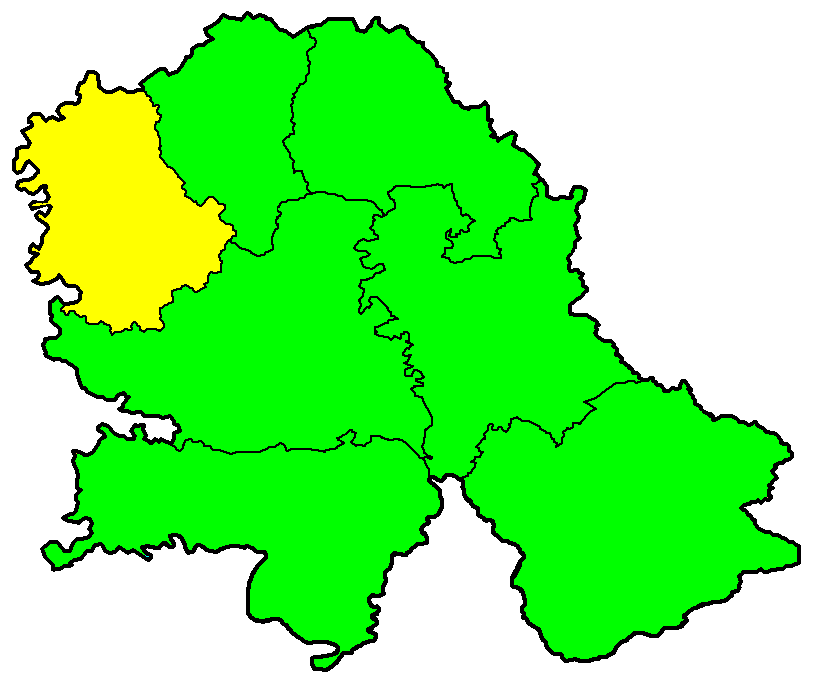
Västra Bačka i Vojvodina

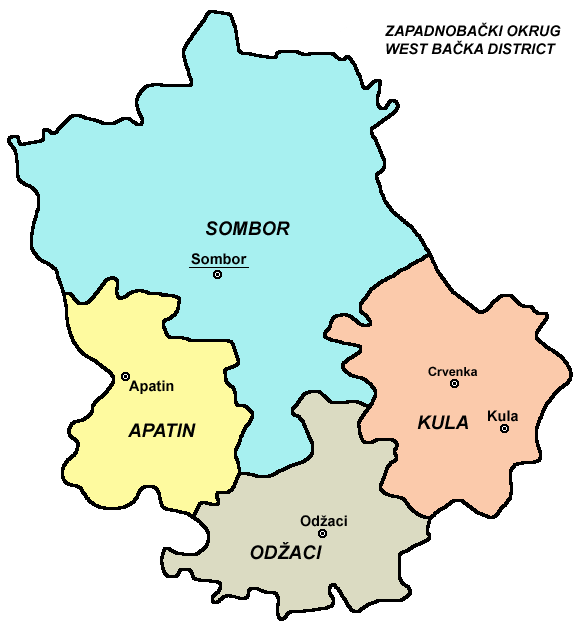

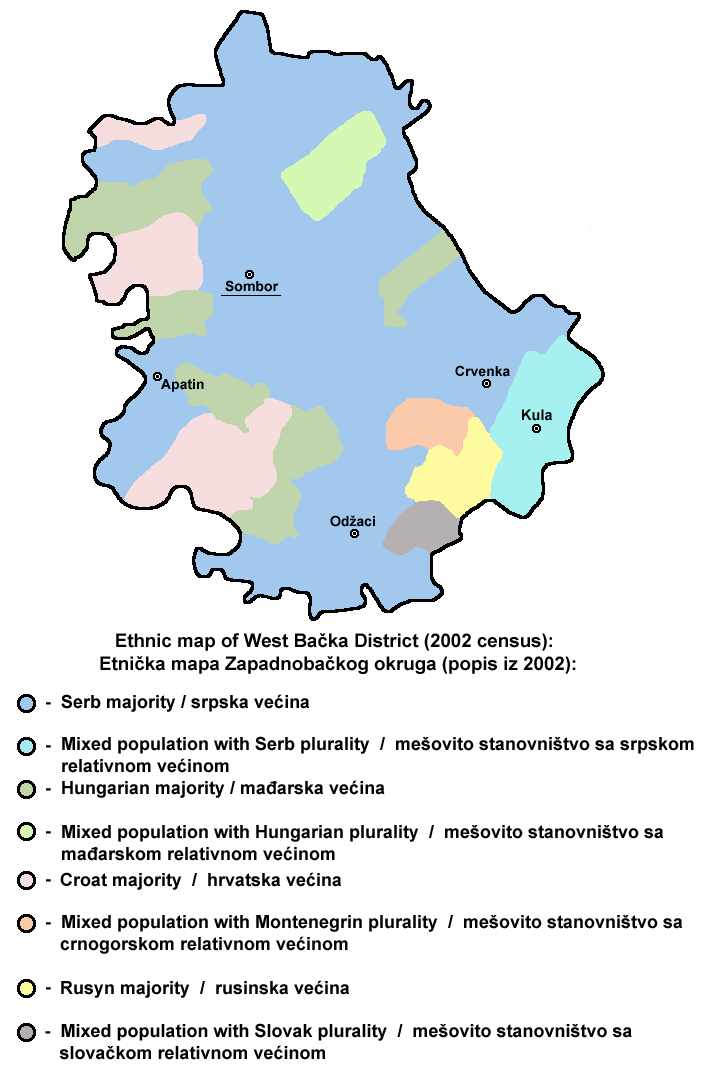

Västra Bačka (serb. Западнобачки округ eller Zapadnobački okrug) är ett distrikt i området Bačka i provinsen Vojvodina, norra Serbien.
Distriktet består av 37 orter varav 32 byar och har 215 916 invånare (2002). Distriktets area är 2 420 km². Den största staden och distriktets säte är Sombor. Övriga städer är Apatin, Odžaci, Kula och Crvenka.

## Administrativ indelning
Södra Banat består av följande fyra kommuner:
- Sombor (Сoмбор)
- Odžaci (Оџаци)
- Kula (Кула)
- Apatin (Апатин)

## Demografi
Folkgrupper 2002:
- Serber (62,91%)
- Ungrare (10,19%)
- Kroater (6,05%)
- Montenegriner (4,29%)
- Jugoslaver (3,21%)
- Rusiner (2,58%)
- Bunjevci (1,31%)
- övriga.